# 4716 Юрі
4716 Юрі (4716 Urey) — астероїд головного поясу, відкритий 30 жовтня 1989 року.
Тіссеранів параметр щодо Юпітера — 3,161.
Названо на честь Гарольда Клейтона Юрі (англ. Harold Clayton Urey, 1893-1981) - американського хіміка, лауреата Нобелівської премії з хімії 1934 року.